# Zahnversiegelung

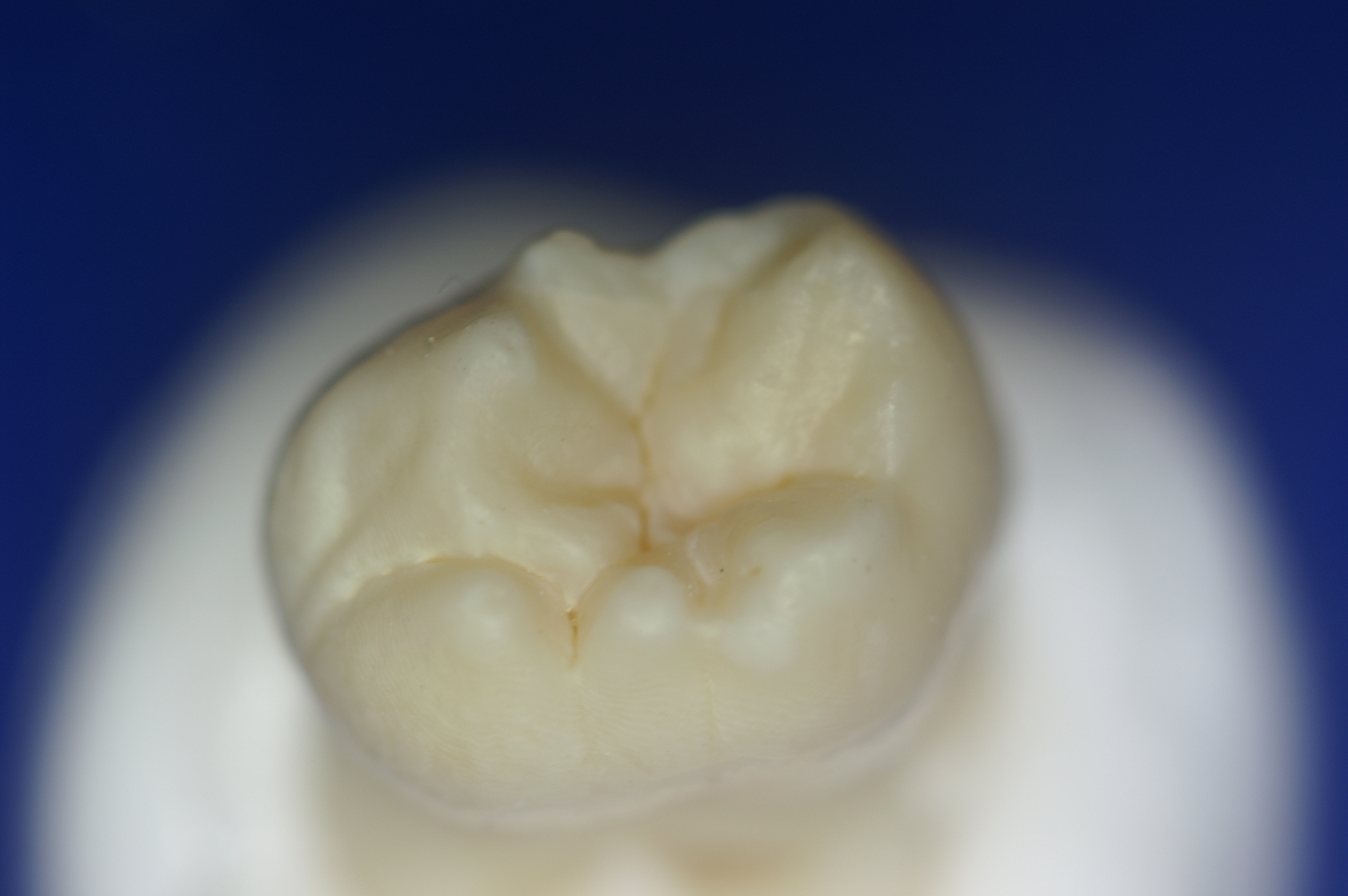
Fissurenversiegelung eines Molaren

Unter einer Zahnversiegelung versteht man eine Beschichtung der Zähne mittels einer dünnen Schicht aus Kunststoff oder seltener aus Glasionomerzement, um sie vor Karies zu schützen. In der Regel werden die Zahnfissuren versiegelt – die Einkerbungen auf der Kaufläche – weswegen man überwiegend von der Fissurenversiegelung spricht. Im Gegensatz zur Füllungstherapie wird sie vorbeugend angewandt, bevor ein kariöser Defekt eines Zahnes entstanden ist. Bei der erweiterten Fissurenversiegelung werden zuvor besonders enge oder ampullenförmige Fissuren erweitert.

## Anwendung
Am häufigsten wird sie bei Kindern und Jugendlichen für den Schutz von Fissuren und Grübchen eingesetzt. Ebenso werden plaqueretentive bukkale und palatinale Fissuren einschließlich Grübchen am Übergang zu den Tubercula Carabelli und Foramina caeca an oberen Schneidezähnen versiegelt. Frühere Bedenken, dass eine nicht diagnostizierte Initialkaries unter der Versiegelung fortschreiten könne, sind eindeutig widerlegt. Aufgrund des fehlenden Substratnachschubes kann die Karies sich nicht weiterentwickeln, die Bakterien sterben bei intakter Versiegelung ab. Restrisiken können durch eine regelmäßige Nachkontrolle weitestgehend beseitigt werden. Die zahnärztlichen Fachgesellschaften plädieren für einen allgemeinen Einsatz der Zahnversiegelung zur Prävention. Auch in Frühstadien der Karies, bei denen die Schmelz-Dentingrenze noch nicht kariös durchdrungen ist, kann die Versiegelung ohne größeres Abtragen von Zahnsubstanz angewandt werden. Ist der kariöse Prozess bereits bis in das Dentin fortgeschritten, kann eine minimal-invasive Füllungstherapie statt einer konventionellen Füllungstherapie indiziert sein.

## Geschichte
Buonocore beschrieb erstmals 1955 das grundlegende Prinzip der Zahnversiegelung. Kontrollierte klinische Studien wurden Mitte der 1960er durchgeführt, 1976 wurden sie von der American Dental Association (ADA), der Vereinigung US-amerikanischer Zahnärzte, als sicher und effektiv anerkannt. In Deutschland wurden Versiegelungen in den 1960er und 1970er Jahren noch nicht ohne Vorbehalte empfohlen, da damals Langzeiterfahrungen als noch nicht ausreichend galten.

## Einsatzgebiet
Die deutsche Bundeszahnärztekammer (BZÄK) und die Deutsche Gesellschaft für Zahn-, Mund- und Kieferheilkunde (DGZMK) empfehlen gemäß einer S3-Leitlinie, nicht befallene Fissuren und Grübchen im Bereich der Kaufläche der Backenzähne bei Kindern und Jugendlichen mit erhöhtem Kariesrisiko zu versiegeln.

## Prinzip des Kariesschutzes
Eine präventive Versiegelung soll davor schützen, dass sich Speisereste in den Vertiefungen des Zahnes festsetzen, dort schlecht mit der Zahnbürste entfernt werden und auf der Zahnoberfläche befindlichen kariösen Bakterien Nährstoffe zur Säureproduktion liefern.
Eine Versiegelung von leicht kariesbefallenen Vertiefungen soll die darunter befindlichen Bakterien von weiterer Nahrungszufuhr abschirmen. Dadurch wird deren Kariesaktivität und Überlebensfähigkeit stark eingeschränkt. Um sicherzustellen, dass es zu keiner – nur schwer erkennbaren – weiteren Ausdehnung der Karies kommt, muss deshalb eine komplette Abdichtung sichergestellt sein. Diese muss regelmäßig kontrolliert werden. Ist dies nicht mehr gegeben, muss die Versiegelung repariert werden.

## Durchführung

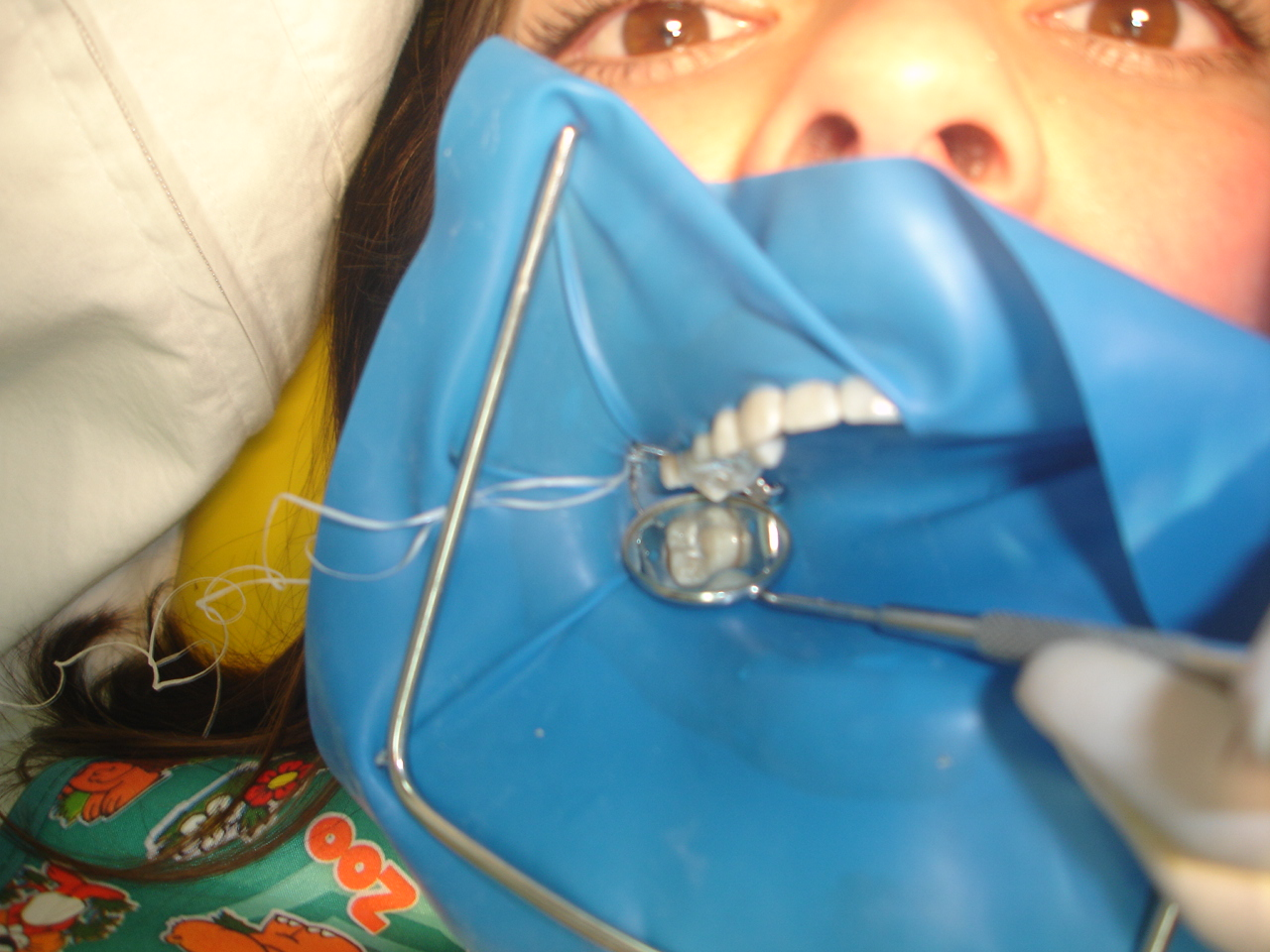
Angelegter Kofferdam zur Trockenlegung des Zahnes

### Präventive Fissurenversiegelung
Die Durchführung der Fissurenversiegelung ist vollkommen schmerzfrei. Zunächst wird die Zahnoberfläche von Zahnstein und Belägen gereinigt. Anschließend werden die Zähne getrocknet, damit kein Speichel an die zu versiegelnden Zahnflächen herantreten kann. Dies erfolgt mittels Watterollen oder einem Gummituch (Kofferdam). Anschließend wird der zu versiegelnde Bereich des Zahnschmelzes mit einer 37%igen Phosphorsäure, die in Gelform aufgebracht wird, angeätzt. Die Oberfläche wird dadurch angeraut, so dass die Versiegelung in den mikroskopisch kleinen Schmelzvertiefungen retentiv auf der Zahnoberfläche halten kann. Nach dem Abspülen der Säure wird der Zahn mit dem Luftbläser getrocknet. Anschließend wird das Versiegelungsmaterial dünn an den Prädilektionsstellen aufgetragen und entweder mit speziellem Licht gehärtet oder ein selbsthärtendes Versiegelungsmaterial verwendet, das aus zwei Komponenten besteht, die zuvor vermischt werden.

### Erweiterte Fissurenversiegelung
Bei der erweiterten Fissurenversiegelung werden eng zulaufende oder ampullenformige Fissuren mit kleinsten Diamantschleifern oder Hartmetallbohrern (kugel- oder flammenförmig) eröffnet, bevor die Fissurenversiegelung wie oben beschrieben durchgeführt wird. Wurde die Schmelz-Dentingrenze durch Karies überwunden, wird keine Fissurenversiegelung mehr durchgeführt, sondern eine Füllung nach den Vorgaben der minimalinvasiven Therapie durchgeführt.

## Nachsorge und Integration in andere Maßnahmen
Die Versiegelung muss regelmäßig im Rahmen der Individualprophylaxe auf Intaktheit überprüft werden. Bei Beschädigungen ist sie instand zu setzen oder zu erneuern. Eine Zahnversiegelung kann die allgemeinen Prophylaxemaßnahmen, wie Fluoridierung, zahngesunde Ernährung und häusliche Mundhygiene, in keinem Fall ersetzen, da durch die Versiegelung nur die Fissuren geschützt werden, jedoch nicht die übrige Zahnoberfläche.
Eine Untersuchung stellte eine Kariesreduktion von 95 % über 10 Jahre fest, für den Fall, dass jedes Jahr 2–4 % der Versiegelungen repariert werden.

## Risiken
In einer Kieler Studie wurde von vielen Fällen berichtet, bei denen der Kariesbefall nach Versiegelung zunahm. Dabei wurde es für wahrscheinlich gehalten, dass ein nachlässiger Umgang den positiven Effekt von Versiegelungen durch ein Wiegen in falscher Sicherheit überkompensierte.

## Eingesetzte Materialien
Als Materialien werden vor allem lichthärtende Komposite, aber auch selbsthärtende Komposite oder Glasionomerzemente eingesetzt. Komposite haben sich als am haltbarsten herausgestellt. Die Zemente weisen eine geringere Haltbarkeit, jedoch mittelfristig eine ähnlich hohe Wirksamkeit gegen Karies auf, was durch ihre Freisetzung von Fluorid erklärt wird. Auf ein Anätzen und eine absolut trockene Umgebung kann bei der Verarbeitung verzichtet werden, daher können diese Dentalzemente bei kleinen Kindern, bei Milchzähnen und bei bleibenden Zähnen, die noch im Durchbruch durch das Zahnfleisch sind, günstiger in der Anwendung sein.

## Verbreitung in Deutschland
Verschiedene Untersuchungen seit dem Jahr 2000 zeigen, dass 35–80 % der 12-Jährigen in Deutschland Fissurenversiegelungen haben.

## Kosten
Der Zahnarzt kann eine Fissurenversiegelung der bleibenden Molaren bei 6- bis 17-Jährigen in Deutschland als vertragszahnärztliche Leistung (IP 5) abrechnen. Voraussetzung ist eine kariesfreie Fissur. Versiegelungen an den Milchzähnen, Prämolaren oder an den oben beschriebenen Prädilektionsstellen werden privat nach der Ziffer 2000 der Gebührenordnung für Zahnärzte berechnet.